# Aleksandr Goldenweiser
Aleksandr Borísovich Goldenweiser (o Goldenveyzer; ruso: Александр Борисович Гольденвейзер) (10 de marzo [OS 26 de febrero] de 1875-26 de noviembre de 1961) fue un pianista ruso distinguido, profesor y compositor.

## Trayectoria
Goldenweiser nació en Kishinev, gobernación de Besarabia, Imperio ruso (actualmente Moldavia), y estudió en el Conservatorio de Moscú con Serguéi Tanéyev y Vasili Safónov, ganando la Medalla de Oro al piano en su graduación en 1897. Se unió a la facultad del Conservatorio poco después, y durante su permanencia allí, sus pupilos han incluido a Grigori Ginzburg, Lázar Berman, Samuíl Feinberg, Dmitri Kabalevski, Galina Eguiazárova, Nikolái Petrov, Nikolái Kapustin, Aleksandr Braginsky, Sulamita Aronovsky, Tatiana Nikoláyeva, Dmitri Paperno, Oxana Yablónskaya, Nelly Akopián-Tamárina, Dmitri Bashkírov y muchos otros.
La Segunda Suite de Rajmáninov, op. 17, fue dedicada a él, así como Los fragmentos líricos de Medtner, op. 23.
Hizo una serie de grabaciones de renombre como pianista. Murió en 1961, en la óblast de Moscú.
Fue maestro de Tatiana Nikoláyeva.

## Distinciones y premios
- Premio Stalin, primera clase (1947)
- Dos Órdenes de Lenin (1945, 1953)
- Orden de la Bandera Roja del Trabajo en tres ocasiones (27 de abril de 1937, 29 de abril de 1950, 9 de marzo de 1955)
- Artista del pueblo de la URSS (1946)

## Discografía seleccionada
Trío para piano en mi menor, op. 31. Leonid Kogan, violín. Mstislav Rostropóvich, chelo. Compositor, piano. Melodía D-9123-4 (LP), lanzado 1961 Sketches contrapunto, op. 12. Sonata Fantasía ', op. 37. 'Skazka, op. 39. Jonathan Powell, piano. Toccata TOCC 044, CD, lanzado 2009. Los Bosquejos de contrapunto fueron escritos en la década de 1930. Con este trabajo Goldenweiser puede quizás reclamo juego como el primer compositor ruso para escribir un conjunto de piezas polifónicas en cada una de las tonalidades mayores y menores, todos los cuales aparecen en esta grabación.